# Championnat du Mexique de football 1966-1967
Navigation
Saison précédente Saison suivante
La Primera División 1966-1967 est la vingt-quatrième édition de la première division mexicaine.
Lors de ce tournoi, le Club América a tenté de conserver son titre de champion du Mexique face aux quinze meilleurs clubs mexicains.
Chacun des seize clubs participant au championnat était confronté deux fois aux quinze autres.
Seulement une place était qualificative pour la Coupe des champions de la CONCACAF.

## Les 16 clubs participants
| \| Mexico: Club América CF Atlante Club Necaxa Pumas UNAM Guadalajara: CF Atlas Chivas de Guadalajara Oro de Jalisco CD Cruz Azul Oro Morelia Deportivo Veracruz CF Monterrey Nuevo León FC Deportivo Toluca FC FC León CF Ciudad Madero I Mexico Guadalajara Deportivo Irapuato \| Localisation des clubs engagés dans le championnat. |
| Mexico: Club América CF Atlante Club Necaxa Pumas UNAM Guadalajara: CF Atlas Chivas de Guadalajara Oro de Jalisco CD Cruz Azul Oro Morelia Deportivo Veracruz CF Monterrey Nuevo León FC Deportivo Toluca FC FC León CF Ciudad Madero I Mexico Guadalajara Deportivo Irapuato                                                           |

| Club                  | Stade                           | Capacité          | Ville              |
| Club América          | Stade Olímpico Universitario    | 62 214            | Mexico             |
| CF Atlante            | Stade inconnu                   | Capacité inconnue | Mexico             |
| CF Atlas              | Stade Jalisco                   | 56 713            | Guadalajara        |
| CF Ciudad Madero (en) | Stade Olympique de Madero       | 5 000             | Ciudad Madero      |
| CD Cruz Azul          | Stade du 10-Décembre            | 17 000            | Ciudad Cooperativa |
| Chivas de Guadalajara | Stade Jalisco                   | 56 713            | Guadalajara        |
| Deportivo Irapuato    | Stade inconnu                   | Capacité inconnue | Irapuato           |
| Oro de Jalisco        | Stade Jalisco                   | 56 713            | Guadalajara        |
| FC León               | Stade inconnu                   | Capacité inconnue | León               |
| CF Monterrey          | Stade Tecnológico               | 33 485            | Monterrey          |
| Oro Morelia           | Campo Morelia                   | Capacité inconnue | Morelia            |
| Club Necaxa           | Parque Oblatos                  | Capacité inconnue | Mexico             |
| Nuevo León FC (en)    | Stade inconnu                   | Capacité inconnue | Monterrey          |
| Pumas UNAM            | Stade Olímpico Universitario    | 62 214            | Mexico             |
| Club Toluca           | Stade Nemesio Díez              | 27 000            | Toluca             |
| Deportivo Veracruz    | Parc Deportivo Veracruzano (en) | 12 000            | Veracruz           |

## Compétition
Les seize équipes s'affrontent à deux reprises selon un calendrier tiré aléatoirement.
Le classement est établi sur l'ancien barème de points (victoire à 2 points, match nul à 1, défaite à 0).
Le départage final se fait selon les critères suivants si le titre ou la relégation sont en jeu :
- Le nombre de points.
- Un match de départage.

Sinon le départage final se fait selon les critères suivants :
- Le nombre de points.
- La différence de buts générale.
- La différence de buts particulière.
- Le nombre de buts marqué à l'extérieur.
- Le tirage au sort.

### Classement
| Rang | Équipe                 | Pts | J  | G  | N  | P  | Bp | Bc | Diff |
| ---- | ---------------------- | --- | -- | -- | -- | -- | -- | -- | ---- |
| 1    | Club Toluca            | 41  | 30 | 17 | 7  | 6  | 48 | 24 | +24  |
| 2    | Club América (T)       | 39  | 30 | 14 | 11 | 5  | 46 | 29 | +17  |
| 3    | Chivas de Guadalajara  | 35  | 30 | 13 | 9  | 8  | 36 | 28 | +8   |
| 4    | Club Necaxa            | 34  | 30 | 11 | 12 | 7  | 48 | 36 | +12  |
| 5    | FC León (C)            | 34  | 30 | 14 | 6  | 10 | 43 | 38 | +5   |
| 6    | Nuevo León FC (en) (P) | 32  | 30 | 11 | 10 | 9  | 36 | 30 | +6   |
| 7    | CF Atlas               | 31  | 30 | 9  | 13 | 8  | 41 | 37 | +4   |
| 8    | CF Monterrey           | 30  | 30 | 10 | 10 | 10 | 35 | 34 | +1   |
| 9    | Deportivo Irapuato     | 30  | 30 | 10 | 10 | 10 | 28 | 35 | -7   |
| 10   | CD Cruz Azul           | 29  | 30 | 10 | 9  | 11 | 45 | 42 | +3   |
| 11   | Oro de Jalisco         | 27  | 30 | 9  | 9  | 13 | 38 | 44 | -6   |
| 12   | CF Atlante             | 26  | 30 | 11 | 4  | 15 | 34 | 36 | -2   |
| 13   | Pumas UNAM             | 26  | 30 | 7  | 12 | 11 | 45 | 53 | -8   |
| 14   | Deportivo Veracruz     | 24  | 30 | 7  | 10 | 13 | 45 | 55 | -10  |
| 15   | Oro Morelia            | 24  | 30 | 8  | 8  | 14 | 32 | 51 | -19  |
| 16   | CF Ciudad Madero (en)  | 18  | 30 | 5  | 8  | 17 | 33 | 61 | -28  |

| Légende : Qualifications et relégations | Légende : Qualifications et relégations                                                              |
| --------------------------------------- | --- |
|                                         | Coupe des champions 1968 (2e tour de qualification)                                                  |
|                                         | Relégué en Primera División A                                                                        |
|                                         | (T) : Tenant du titre (C) : Vainqueur de la Copa México 1966-1967 (P) : Promu de la saison 1965-1966 |

## Bilan du tournoi
| Tableau d'Honneur    |             |
| Compétition          | Vainqueur   |
| Primera División     | Club Toluca |
| Copa México          | FC León     |
| Campeón de Campeones | Club Toluca |

| Qualifications continentales 1967-1968 |             |
| Coupe des champions                    | Qualifiés   |
| 2e Tour de qualification               | Club Toluca |

| Promotions et relégations     |                       |
| Relégué en Primera División A | CF Ciudad Madero (en) |
| Promu de Primera División A   | AC Pachuca            |